# 清浦錬子
清浦 錬子（きようら れんこ、安政5年2月10日（1858年3月24日） - 昭和19年（1944年）10月6日）は、日本の教育家。夫は第23代内閣総理大臣の清浦奎吾。
荏原婦人会会長、荏原女学校および品川高等女学校（現在の品川女子学院中等部・高等部）の校長、令嬢會幹事などを歴任した。

## 概要
第23代内閣総理大臣である清浦奎吾の妻で、品川女子学院の前身の荏原女学校、品川高等女学校の初代校長である。錬子は紀州藩士子見秀次郎の長女で、1873年に埼玉県14等出仕となった清浦奎吾と、知人の紹介で結婚した。

## 来歴

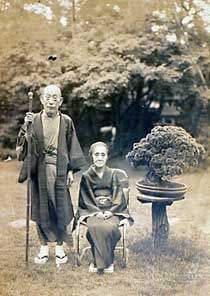
夫の清浦奎吾（左）と

### 生い立ち
1858年、紀州藩士の長女として生まれた。埼玉県の14等出仕であった清浦奎吾を紹介され、1873年に結婚した。

### 品川女子学院
1918年に、品川女子学院の創設者・漆雅子が発足させた「荏原婦人会」の会長に就任した。このことから、1926年に荏原女学校が創立されると、初代校長に就任。1929年に創立された品川高等女学校でも校長を務め、学校に体育館が設立されたときには夫の清浦奎吾が講演と揮毫を行っている。錬子は皆の前では立っているだけの「何も言わない校長」だったが、「何か凛とした何ともいえない良い雰囲気というものいが漂っていた」（漆雅子）という。

### 令嬢會
錬子はまた、夫が本願寺の幹事等を務めた繋がりで、本願寺の関係者の紳士夫人らの会合・「令嬢會」を創設した。この会はその後、関係者以外の令嬢の入会も認められるようになり、夫人令嬢の服装などを研究する会となった。特に錬子は令嬢會幹事として重きを置かれ、「夫人といえば、令嬢會。令嬢會といえば夫人」と評されるようになった。

## 人物
『明治大臣の夫人』を著した岩崎徂堂は、錬子は夫と同じで、「別に充分の學才に、富んで居る譯でもない」が、「自然の徳が備って居る」と評した。

## 親族
- 夫：清浦奎吾（政治家）
- 玄孫：清浦夏実（俳優・歌手）